# Чернь (геральдика)
Че́рнь (лат. niger, давньофр. sable) — тинктура у геральдиці. Належить до класу геральдичних емалей. У кольоровій графіці позначається чорним кольором. Виражає ідею цього кольору, а не його конкретний відтінок. У монохромній графіці передається двома способами: ґраткою, перетином горизонтальних і вертикальних ліній-штрихів у штрихуванні, або скороченнями s., чи Sa. Символізує скромність, постійність, спокій, мир, смерть, обережність, сум, мудрість. Небесне тіло, ототожнюване з тинктурою, — Сатурн, камінь — діамант.